# Campillo de Aragón
Campillo de Aragón – gmina w Hiszpanii, w prowincji Saragossa, w Aragonii, o powierzchni 36,86 km². W 2011 roku gmina liczyła 152 mieszkańców.